# Arceuthobium yecorense
Arceuthobium yecorense är en sandelträdsväxtart som beskrevs av F.G. Hawksworth & D. Wiens. Arceuthobium yecorense ingår i släktet Arceuthobium och familjen sandelträdsväxter. Inga underarter finns listade i Catalogue of Life.